# El Chavarín (Colima)
El Chavarín es una pequeña localidad en el municipio de Manzanillo, Colima, México considerada como junta municipal. Se encuentra ubicado en las cercanías con el estado de Jalisco y su población es en su mayoría campesina y ganadera, siendo una de las principales localidades agrícolas del municipio. Su población es de aproximadamente 781 habitantes y está localizado a 12 metros de altitud.